# ستيفن كوبولا
ستيفن كوبولا (بالإنجليزية: Steven Coppola)‏ هو مجدف أمريكي، ولد في 22 مايو 1984 في بوفالو في الولايات المتحدة.

## وصلات خارجية
- ستيفن كوبولا على موقع الاتحاد الدولي للتجديف (الإنجليزية)
- ستيفن كوبولا على موقع اللجنة الأولمبية الدولية (الإنجليزية)
- ستيفن كوبولا على موقع أوليمبيديا (الإنجليزية)